# Mount Ruker
Mount Ruker är ett berg i Antarktis. Det ligger i Östantarktis. Australien gör anspråk på området. Toppen på Mount Ruker är 1 159 meter över havet.
Terrängen runt Mount Ruker är platt åt nordost, men åt sydväst är den kuperad. Trakten är obefolkad. Det finns inga samhällen i närheten.